# Лауренціу Регекампф
Лауренціу Регекампф (рум. Laurențiu Reghecampf, нар. 19 вересня 1975, Тирговіште) — румунський футболіст, що грав на позиції півзахисника. По завершенні ігрової кар'єри — тренер. З 2022 року очолює тренерський штаб команди «Нефтчі».
Як гравець найбільш відомий виступами у Німеччини за клуби «Енергі», «Алеманія» (Аахен) та «Кайзерслаутерн». Також грав за на батьківщині «Стяуа», яке потім очолював і як головний тренер, виграючи титул чемпіона Румунії в обох статусах. Крім цього зіграв один матч за національну збірну Румунії.

## Клубна кар'єра
Народився 19 вересня 1975 року в місті Тирговіште. Вихованець футбольної школи клубу «Тирговіште». 1993 року для отримання ігрової практики буввідданий в оренду в австрійський «Санкт-Пельтен», де зіграв лише в одному матчі Бундесліги. Повернувшись наступного року у «Тирговіште», Регекампф провів два сезони, взявши участь у 49 матчах чемпіонату.
Своєю грою за останню команду привернув увагу представників тренерського штабу клубу «Стяуа», до складу якого приєднався на початку 1997 року. Відіграв за бухарестську команду наступні три своєї ігрової кар'єри. За цей час двічі виборював титул чемпіона Румунії та по одному разу кубок та суперкубок країни. Також Регекампф недовго грав в оренді в Болгарії за «Літекс», з яким виграв титул чемпіона в 1999 році. За команду з Ловеча він виступав лише у весняній частині сезону 1998/99, зігравши 19 матчів із 20 у чемпіонаті і забив 5 голів. Також грав у фіналі Кубка Болгарії, але його клуб поступився столичному ЦСКА 0:1.
Влітку 2000 року уклав контракт з німецьким клубом «Енергі» (Котбус), у складі якого провів наступні чотири з половиною роки своєї кар'єри гравця, при цьому перші три з них — у Бундеслізі. Більшість часу, проведеного у складі «Енергі», був основним гравцем команди. Під час зимової перерви сезону 2004/05 він перейшов до іншої команди Другої Бундесліги «Алеманія» (Аахен), якій 2006 року допоміг вийти до Бундесліги. 20 грудня 2006 року він забив два голи у ворота «Баварії» і таким чином допоміг «Алеманії» вийти у чвертьфінал Кубка Німеччини. У Бундеслізі сезону 2006/07 він був одним із найважливіших гравців, провівши 32 матчі та забивши сім голів і був капітаном «Алеманії», втім команда посіла 17 місце і покинула еліту. Втім після того як на початку 2008 року команду очолив Юрген Зеебергер, Регекампф втратив місце в основі і по завершенню сезону розірвав контракт з клубом.
3 червня 2008 року Лауренціу підписав дворічний контракт з «Кайзерслаутерном», втім через проблеми із здоров'ям зіграв лише дві гри у Другій Бундеслізі, забивши 1 гол, і 30 липня 2009 року клуб оголосив про розірвання контракту з футболістом. Загалом Регекампф провів 118 ігор (13 голів) у Бундеслізі та 109 ігор (23 голи) у Другій Бундеслізі.

## Виступи за збірні
1998 року залучався до складу молодіжної збірної Румунії.
29 березня 2003 року зіграв свій єдиний матч у складі національної збірної Румунії, коли вийшов на заміну на 62-й хвилині замість Паула Кодрі в грі відбору на Євро-2004 проти Данії (2:5).

## Кар'єра тренера
Розпочав тренерську кар'єру невдовзі по завершенні кар'єри гравця, 2009 року, очоливши тренерський штаб клубу Ліги II «Воїнца» (Снагов). Наприкінці сезону 2009/10 він перейшов в вищоліову «Університатю» (Крайова), яку мав врятувати від вильоту. Здобувши одну перемогу у двох матчах, йому це вдалося, але на новий сезон у Крайові його не залишили. Натомість Регекампф приєднався до «Глорії» (Бистриця). Втім і тут Лауренціу надовго не затримався, оскільки його звільнили лише після 12 ігор через низькі результати. В результаті Регекампф повернувся до «Воїнци», але лише після п'яти ігор його знову запросили до «Університаті», щоб допомогти команді уникнути вильоту. Манш ніж за місяць, 1 травня, його звільнили лише після шести ігор через конфлікт із кількома гравцями — братами Флоріном і Міхаєм Костя та Міхаєм Діною. Регекампф виключив усіх трьох зі складу, але власник клубу Адріан Мітітелу став на сторону гравців і усунув тренера з команди.
Сезон 2011/12 років Регекампф знову розпочав у «Воїнці» (Снагов), а у грудні повернувся до вищого дивізіону, очоливши «Конкордію» (Кіажна) із завданням уникнути вильоту, оскільки клуб перебував на 17-му місці в зоні вильоту, коли він очолив клуб. Новий тренер змінив майже весь склад, привівши 17 нових гравців, більшість з яких з «Воїнці», і після серії перемог його команда завершила сезон на дев'ятому місці.
Хороші результати привернули увагу його колишньої команди, «Стяуа», і в кінці сезону вони запропонували йому контракт на сезон. Його завданням було повернути команді чемпіонський титул, перший після семирічної відсутності. Регекампфу вдалося показати видатні результати — у Лізі Європи 2012/13 під керівництвом Регекампфа «Стяуа» посіла перше місце в групі, а потім вибила «Аякс» в серії пенальті. В 1/8 фіналу бухарестці на рівних протистояли майбутньому переможцю турніру «Челсі», обігравши лондонців вдома 1:0, втім програли 1:3 у гостях і покинули турнір. У внутрішніх змаганнях «Стяуа» достроково виграло чемпіонат Румунії, а потім і Суперкубок Румунії, а наступного сезону захистило свій титул. Також у тому сезоні Регекампф допоміг команді вперше за п'ять років кваліфікуватися до групового етапу Ліги чемпіонів УЄФА 2013/14 та до фіналу Кубка Румунії, програний по пенальті «Астрі» (Джурджу), після чого у травні 2014 року покинув посаду.

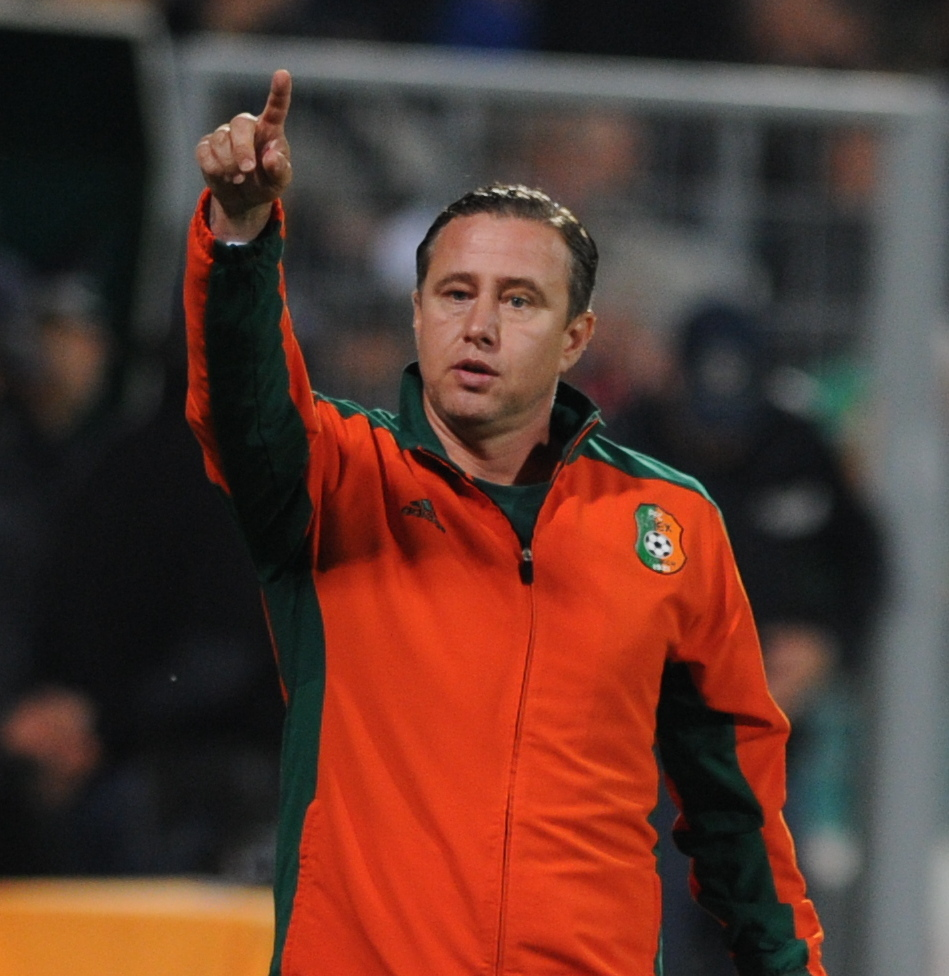
Лауренціу Регекампф під час роботи із «Літексом». 2015 рік.

27 травня 2014 року підписав дворічний контракт із саудівською командою «Аль-Хіляль». Через п'ять місяців після призначення він привів клуб до фіналу Ліги чемпіонів АФК, програвши його австралійському «Вестерн Сідней Вондерерз» у двоматчевому матчі. А після чергової поразки в фіналі Кубка наслідного принца Саудівської Аравії румуна було звільнено 15 лютого 2015 року.
У серпні 2015 року Регекампф був призначений головним тренером болгарського «Літекса», але вже у грудні оголосив про своє рішення покинути клуб і вдруге очолити «Стяуа». Втім цього разу фахівцю не вдалося показати такі високі результати, як при першому періоди роботи, вигравши лише один Кубок ліги у 2016 році, тому у травні 2017 року він залишив посаду.
Надалі Регекампф повернувся на Близький Схід, де тренував еміратські «Аль-Вахду» (Абу-Дабі) і «Аль-Васл» та саудівський «Аль-Аглі», вигравши з першим Кубок ліги та двічі Суперкубок ОАЕ.
26 липня 2021 року Регекампф повернувся до рідної Румунії, де став новим головним тренером «КС Університаті» (Крайова). Під його керівництвом команда у сезоні 2021/22 посіла третє місце у чемпіонаті та дійшла до півфіналу Кубка, після чого у червні 2022 року сторони за взаємною згодою вирішили розірвати договірні відносини.
21 червня 2022 року Регекампф очолив тренерський штаб азербайджанського «Нефтчі» (Баку).

## Титули і досягнення

### Як гравця
- Чемпіон Румунії (2):

«Стяуа»: 1996/97, 1997/98
- Володар Кубка Румунії (1):

«Стяуа»: 1996/97
- Володар Суперкубка Румунії (1):

«Стяуа»: 1998
- Чемпіон Болгарії (1):

«Літекс»: 1998/99

### Як тренера
- Чемпіон Румунії (2):

«Стяуа»: 2012/13, 2013/14
- Володар Кубка румунської ліги (1):

«Стяуа»: 2014/15
- Володар Суперкубка Румунії (1):

«Стяуа»: 2013
- Володар Кубка ліги ОАЕ (1):

«Аль-Вахда»: 2017/18
- Володар Суперкубка ОАЕ (2):

«Аль-Вахда»: 2017, 2018